# Meekrapstoof

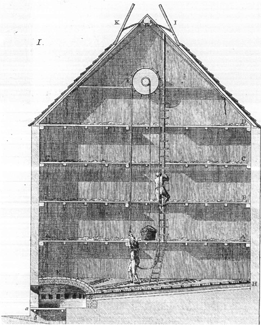
Droogschuur meekrapstoof
(19e-eeuwse tekening)

Een meekrapstoof of meestoof was een installatie op een landbouwbedrijf voor het drogen en verwerken van de geteelde bijwortels van de meekrap. In Nederland kwam deze teelt voornamelijk voor in Zeeland, West-Brabant en op de Zuid-Hollandse eilanden. Het gewas meekrap werd al in de 14e eeuw geteeld. Bereiding in meestoven bestond zeker al in de 16e eeuw. In 1819 waren er 90 meestoven in Nederland. Sporen van deze nijverheid vindt men terug in die streek aan de hand van de naam van sommige wegen en dijken: Stoofdijk, (Stavenisse, Dinteloord, Steenbergen) en Stoofweg (Zonnemaire, Renesse, Hellevoetsluis)
De meekrapwortels werden geteeld om er de kleurstof alizarine ofwel Turks rood of kraplak uit te bereiden. Het is een overblijvend gewas dat na 2 of 3 jaar kan worden geoogst. De plant werd vermeerderd via de uitlopers. Zaad van de uit Voor-Azië afkomstige plant kwam in Zeeland niet tot ontwikkeling.

## Verwerking
Na de oogst in de herfst werden de meekrapwortels verwerkt in meestoven die in de buurt van de akkers waren gebouwd. Vanwege de hoge investeringskosten had een groep van boeren, meestal zestien, gezamenlijk een meekrapstoof. Dit kan gezien worden als een vroege vorm van een landbouwcoöperatie. Bij veel dorpen was ten minste één meestoof.
De wortels werden in de stoof schoongemaakt, gedroogd, gedorst, gestampt en gemalen tot meekrappoeder ofwel racinepoeder dat men in eikenvaten verpakte. Het eerste gedeelte van de meekrapstoof bestond uit de koude stoof. In deze schuur had iedere deelnemende boer zijn eigen opslagruimte waar de wortels werden gestort. Vervolgens was er een droogtoren waarin een oven aanwezig was die voor de eerste droging zorgde. Daarna werden de wortels van aanhangende aarde en andere ongerechtigheden ontdaan en nagedroogd. In het stamphuis ten slotte werden de wortels verpulverd met behulp van grote stampers die door een rosmolen werden aangedreven. Voor meekrappoeder was er een beurs in Rotterdam. Van daaruit werd het verfpoeder verkocht aan wolververijen en textieldrukkerijen, vaak in Groot-Brittannië.

## Fabrieken
In de loop van de 19e eeuw kwamen er onder druk van concurrentie uit Frankrijk vernieuwingen. Er ontstonden racinedrogerijen waar de meekrapwortels werden voorgedroogd. Ook kwamen er meekrapfabrieken waar de garancine werd geproduceerd. Deze stonden los van de landbouwers. De schaal was groter, verwerkte een meestoof 70 à 100 ton per jaar, voor een fabriek met stoommachine was dit 700 of meer ton. De eerste meekrapfabriek werd in 1822 te Drongen in België opgericht. In Nederland startte de eerste meekrapfabriek in 1837 in Hontenisse. Er ontstonden meer fabrieken, onder andere te Beverwijk.
Rond 1900 was de meekrapcultuur voor een groot deel verdwenen door de opkomst van synthetisch geproduceerde kleurstof alizarine. De volgende tabel van het meekrapareaal toont de neergang aan:
| jaar | areaal (ha) |
| ---- | ----------- |
| 1874 | 2.695       |
| 1875 | 1.651       |
| 1876 | 960         |
| 1877 | 479         |
| 1878 | 124         |
| 1890 | 193         |

Toch verdween de meekrapcultuur niet meteen: In 1897 waren er nog 29 meestoven en in 1915 werden nog acht meestoven opgegeven. De firma Maris en Schippers ten slotte, bleef nog meekrap verhandelen tot 1921.